# Nattapon Malapun
Nattapon Malapun (tiếng Thái: นัสตพล มาลาพันธ์, sinh ngày 10 tháng 1 năm 1994), còn được biết với tên đơn giản îang (tiếng Thái: เอี้ยง) là một Cầu thủ bóng đá người Thái Lan thi đấu ở vị trí trung vệ, anh cũng được sử dụng ở vị trí hậu vệ phải cho câu lạc bộ Giải bóng đá Ngoại hạng Thái Lan Chonburi và đội tuyển quốc gia Thái Lan.

## Sự nghiệp quốc tế
Vào tháng 11 năm 2016, anh thi đấu cho Thái Lan ở Vòng loại giải vô địch bóng đá thế giới 2018 khu vực châu Á trước Úc.

### Quốc tế
Tính đến 25 tháng 3 năm 2019
| Đội tuyển quốc gia | Năm  | Số trận | Bàn thắng |
| ------------------ | ---- | ------- | --------- |
| Thái Lan           | 2016 | 1       | 0         |
| Thái Lan           | 2019 | 2       | 0         |
| Tổng               | Tổng | 3       | 0         |

## Danh hiệu

### Quốc tế
Thái Lan
- Cúp Nhà vua Thái Lan (1): 2017

### Câu lạc bộ
Police United
- Thai Division 1 League (1): 2015